# Jean-Michel Cels
Pour les articles homonymes, voir Cels.
Jean-Michel Cels, né le 11 août 1819 à Bruxelles, où il est mort le 20 mai 1881, est un peintre paysagiste et un graveur belge.

## Biographie

### Famille et formation
Jean-Michel Cels, né à Bruxelles le 11 août 1819, est le fils d'Angélique Verbrugghen et du peintre Cornelis Cels qui lui enseigne, de même qu'à son frère cadet Josse-Bruno Cels (1824-1906), futur architecte, la peinture durant son enfance, grâce à de nombreux croquis ramenés d'Italie. Jean-Michel Cels, féru de paysages, continue ensuite sa formation dans l'atelier de Pierre-Jean Hellemans, l'un des précurseurs de l'école romantique belge. En 1847, accompagné par son frère, il se rend en Italie et séjourne durant quelques mois à Rome, avant de revenir à Bruxelles en 1848,,. 

### Carrière
De retour en Belgique, Jean-Michel Cels expose au Salon de Bruxelles de 1848, où il présente trois paysages : Vue de l'aqueduc, de l'Acqua felice et d'une partie des murs de Rome, effet de crépuscule, Vue du pont Lamentano près de Rome et Murs de Rome, effet du matin. Il expose aussi deux autres peintures : Le Retour au logis et Cygne sur l'eau. L'accueil critique n'est pas des plus chaleureux. En 1850, il s'installe à Paris dans la cité Odiot et participe au Salon en y envoyant deux paysages brabançons. Ensuite, il ne participe plus aux expositions artistiques, mais continue à peindre et à diriger avec ses frères une fabrique de papiers peints, rue du Vieux-Marché à Bruxelles.
Tout comme son second professeur, il collabore occasionnellement avec Eugène Verboeckhoven dans la réalisation de tableaux, ce dernier illustrant les paysages de Jean-Michel Cels avec des personnages et animaux. En 1849, lors de l'exposition des maîtres vivants, à La Haye, il présente Un paysage brabançon co-signé. 
Le 20 mai 1881, il meurt, qualifié de rentier et veuf de Marie Philippine Goyens (qu'il a épousée en 1864 et dont il a eu quatre enfants), rue d'Artois no 30 à Bruxelles, à l'âge de 61 ans,.

## Œuvre

### Caractéristiques
À l'instar de son professeur Hellemans, Jean-Michel Cels s'intéresse aux paysages bruxellois. Il s'exerce également au métier de graveur, comme en témoignent une lithographie représentant le château de Bouchout en 1840 et une gravure du château de Mariemont en 1844.
En 1997, lors d'une vente aux enchères de la maison Christie's, dix peintures de petit format et 32 dessins réapparaissent. Huit huiles sur papier, présentées en un lot représentent des ciels datés de 1838 à 1842 et exécutés, pour la plupart, dans la région de Bruxelles. Acquises par la galerie new-yorkaise W.M. Bready & Co, les œuvres de Jean-Michel Cels sont présentées lors d'expositions temporaires aux États-Unis, au Royaume-Uni, au Japon et en Australie.
Vers 2015, une nouvelle série de quatorze œuvres est découverte à Bruxelles. Exécutées entre 1868 et 1881, et précisément datées, elles représentent des nuages ou des paysages au sein duquel le ciel demeure la préoccupation majeure de l'artiste. Leur réalisation correspond à la période d'émergence de l'impressionnisme. La critique d'art Anouschka Vasak estime que l'adjectif « contemplatif » est celui qui décrit le mieux l'œuvre de Cels, dont l'aspect rêveur évoque Caspar David Friedrich et dont l'aspect météorologique rappelle John Constable.
En 2018, une exposition à la galerie La Nouvelle Athènes à Paris expose les quatorze toiles redécouvertes à Bruxelles. Elles pérennisent le travail du peintre demeuré longtemps dans l'oubli, et démontrent sa capacité à saisir la lumière des pays du Nord.

### Galerie

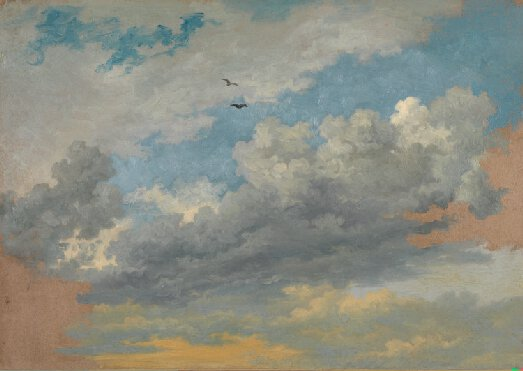
Étude de ciel avec des oiseaux (1842), National Gallery.
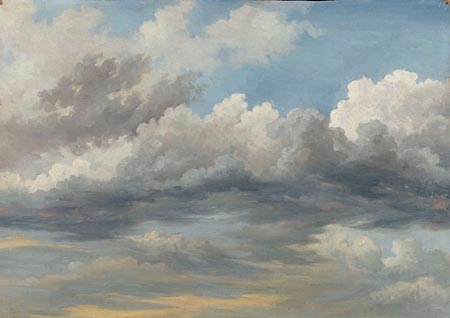
Étude de nuages (1838-1842), Morgan Library and Museum.
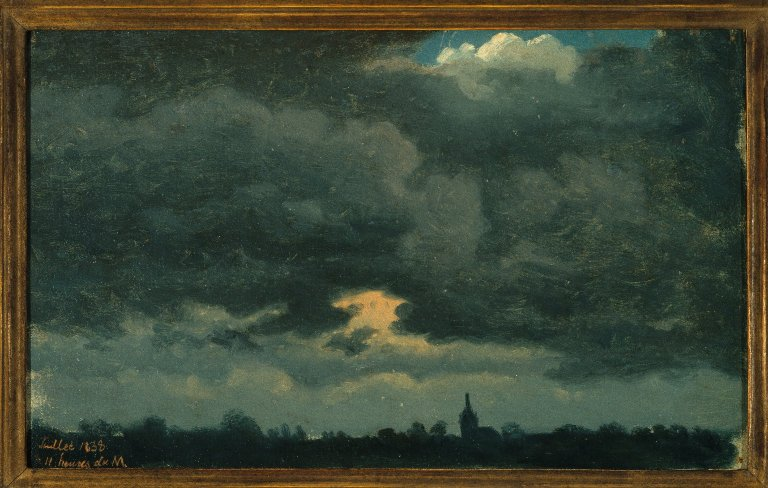
Ciel orageux sur un paysage avec une église au loin, collection Brooklyn Museum.
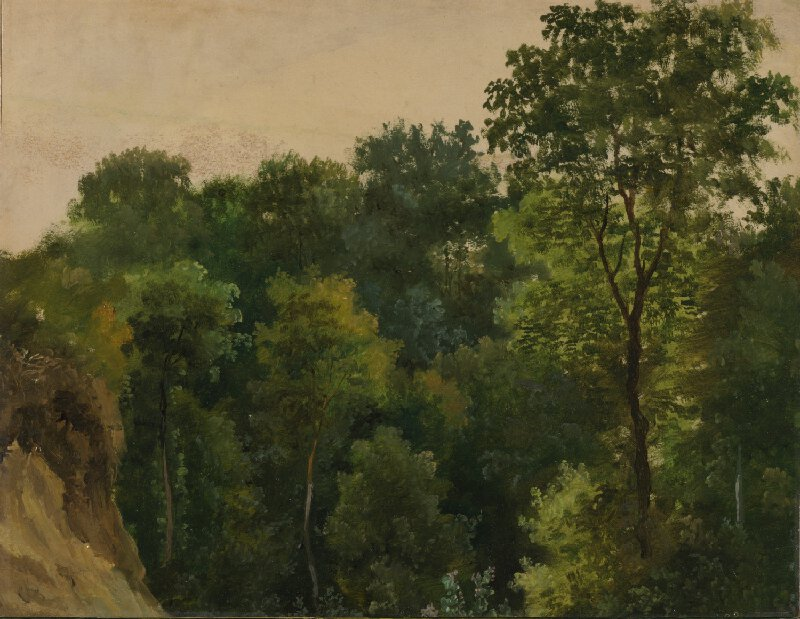
Étude (vers 1840), National Gallery.
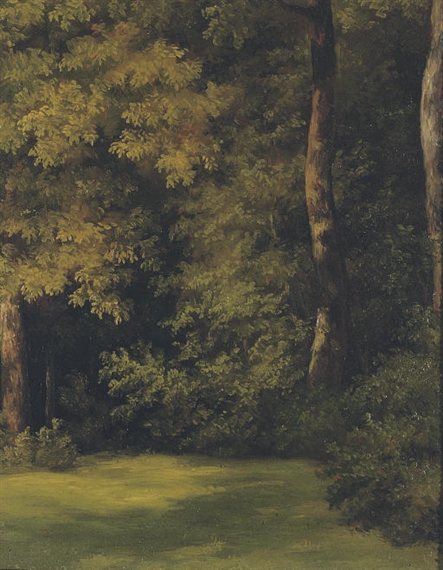
Clairière (1840).
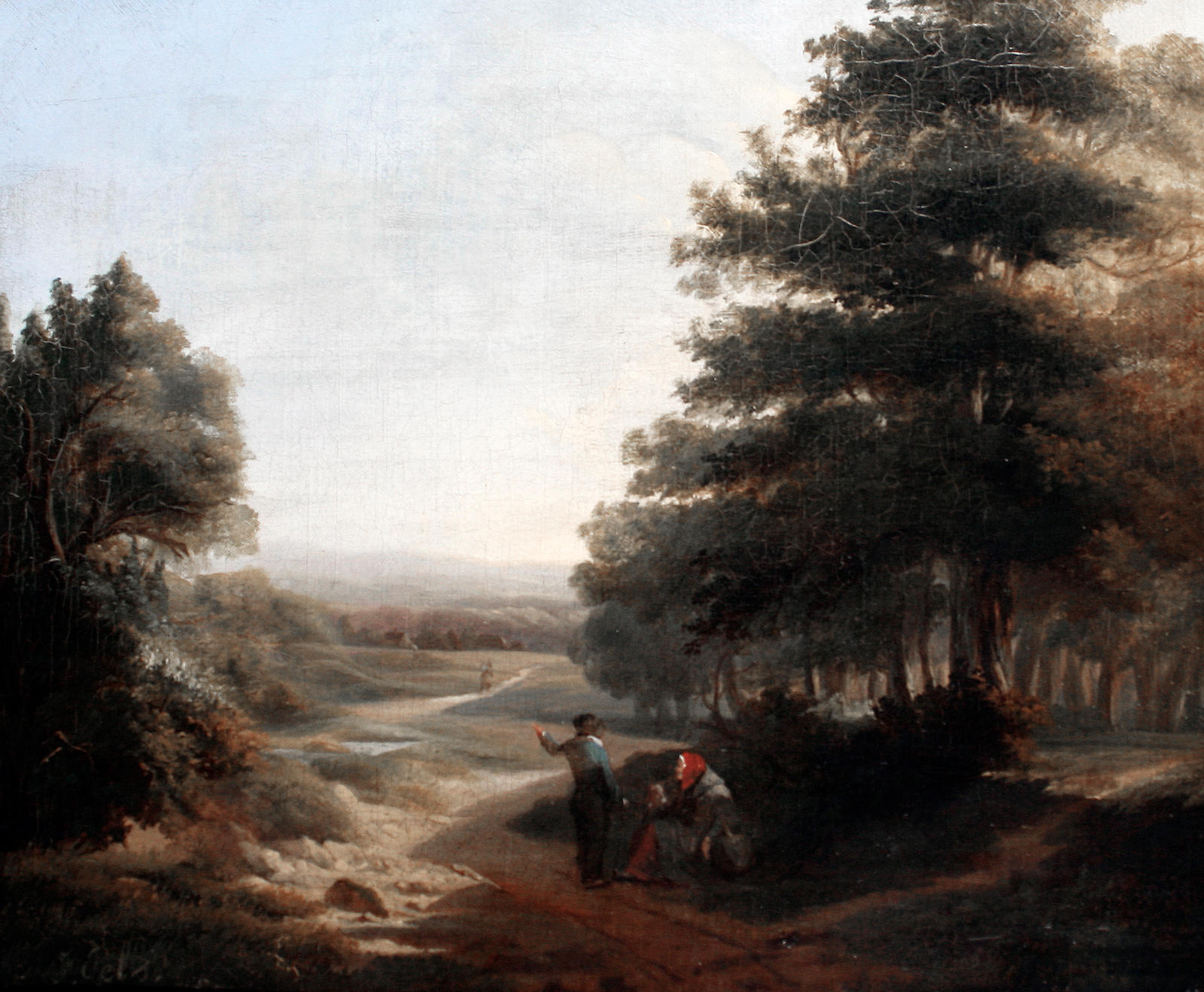
Personnages dans un paysage (1838-1842).